# Évaporateur centrifuge

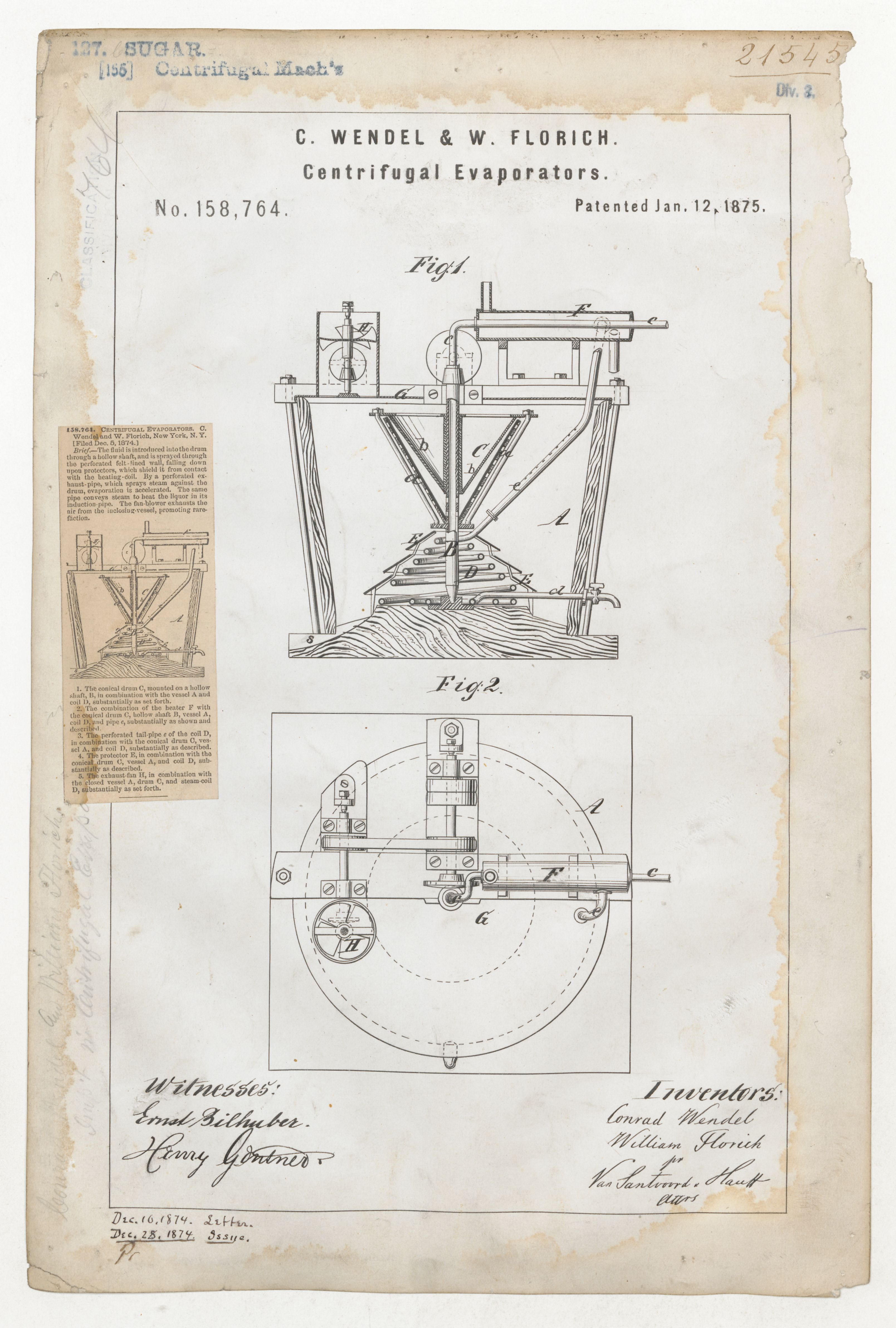
Brevet de l'évaporateur centrifuge de 1875

Un évaporateur centrifuge est un évaporateur utilisé pour concentrer des solutions par apport d'une force centrifuge. Si un seul échantillon nécessitait une évaporation, un évaporateur rotatif est le plus souvent utilisé.

## Instrumentation
L'évaporateur centrifuge se compose de plusieurs éléments :
- une pièce où plusieurs échantillons peuvent être mis simultanément ;
- une pompe à vide ;
- un système de chauffe ;
- un système de centrifugation, les appareils les plus avancés peuvent générer une force centrifuge de 500 fois la gravité ;
- un condensateur, permet la condensation et la récupération du liquide évaporé.

## Mode opératoire
Le fonctionnement de l'évaporateur centrifuge est basé sur trois principes :
- la centrifugation ;
- la température ;
- le vide.

Tout d'abord, la solution (qui peut contenir de l'ADN, de l'ARN, des protéines ou d'autres échantillons) doit être placée dans l'appareil. Ensuite, la température souhaitée est appliquée. Lorsque l'appareil est à la bonne température, il peut être démarré. 
La centrifugeuse commence à tourner. La force centrifuge générée par la rotation du rotor de la centrifugeuse crée un gradient de pression dans le solvant contenu dans les tubes ou les flacons, ce qui signifie que les échantillons bouillent du haut vers le bas, ce qui contribue à prévenir une ébullition violente qui peut produire des soubresauts.
Ensuite, un vide est réglé. Cela élimine l'air et réduit surtout la pression dans le dispositif et donc la température d'ébullition du solvant. Lorsque la pression devient si faible que la température d'ébullition tombe en dessous de la température du contenant, la substance commence à bouillir et s'évapore.
Lorsque suffisamment de solvant est évaporé, l'appareil peut être éteint. Le solvant évaporé est récupéré dans un ballon collecteur.

## Fabricants
Les évaporateurs centrifuges ont été inventés dans les années 1960 par Savant Inc. aux États-Unis, ils ont la plus grande marque d'évaporateurs centrifuges, appelé SpeedVac. D'autres entreprises vendant des évaporateurs centrifuges sont les sociétés allemandes Martin Christ, LabConco et Genevac de Grande-Bretagne.